# Mycosphaerella joerstadii
Mycosphaerella joerstadii är en svampart som tillhör divisionen sporsäcksvampar, och som beskrevs av Josef Adolph von Arx. Mycosphaerella joerstadii ingår i släktet Mycosphaerella, och familjen Mycosphaerellaceae. Arten är reproducerande i Sverige.